# Манаса (Колорадо)
Манаса (енгл. Manassa) град је у америчкој савезној држави Колорадо.

## Демографија
По попису из 2010. године број становника је 991, што је 51 (-4,9%) становника мање него 2000. године.
| Група             | 2000.       | 2010.       |
| Белци             | 521 (50,0%) | 498 (50,3%) |
| Афроамериканци    | 5 (0,5%)    | 3 (0,3%)    |
| Азијати           | 1 (0,1%)    | 4 (0,4%)    |
| Хиспаноамериканци | 508 (48,8%) | 472 (47,6%) |
| Укупно            | 1.042       | 991         |